# Carl Schenck AG

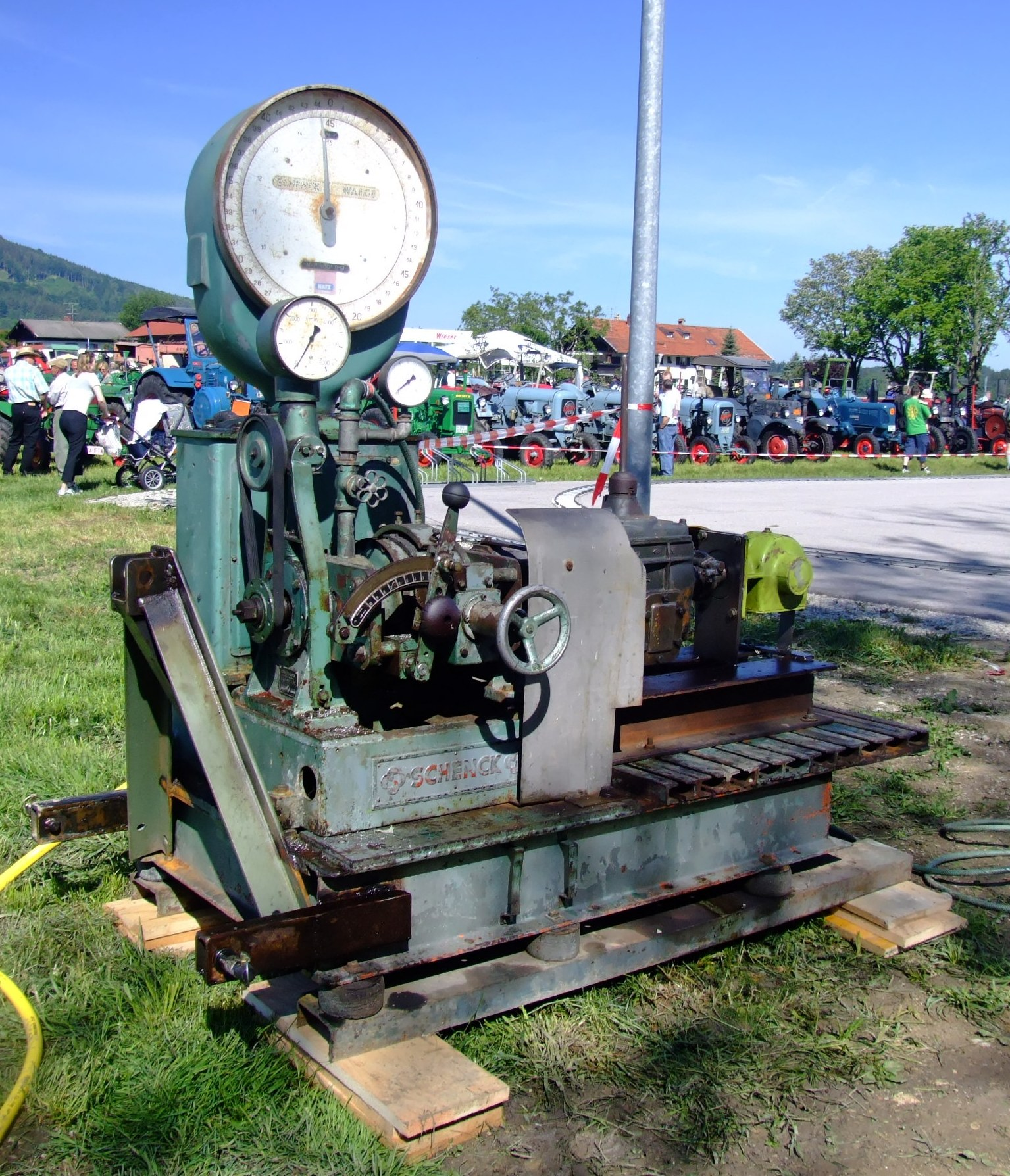
Dynamomentr, 1955

Carl Schenck AG je strojírenský podnik založený v roce 1881 v Darmstadtu, výrobce diagnostické a vyvažovací techniky. Od roku 2000 náleží do stuttgartského koncernu Dürr AG.
Tradiční výroba měřicí a vážící techniky byla v roce 2004 prodána finančnímu investorovi HgCapital a vystupuje dnes pod značkou Schenck Process GmbH. Od roku 2008 pak pokračuje v rozvoji s podporou IK Investment Partners (dříve Industri Kapital)

## Historie
V roce 1881 založil podnikatel Carl Schenck firmu Carl Schenck Eisengießerei & Waagenfabrik (Slévárna a továrna na váhy). Těžištěm byla výroba vah. Schenckova dcera Marie Luise Therese se 14. července 1892 v Darmstadtu vdala za gymnazijního učitele Georga Büchnera, jenž později vedl podnik Carl Schenck jako obchodní ředitel.
Od roku 1902 vyrábí podnik také transportní techniku a od roku 1907 vyvažovací stroje. Po druhé světové válce expandoval Carl Schenck do celého světa a založil závody a zastoupení v mnoha zemích. V roce 1974 byl podnik přeměněn na akciovou společnost, která v roce 1984 vstoupila na burzu.
V roce 2000 převzal Dürr AG většinový podíl v Carl Schenck AG a v roce 2004 byli zbývající akcionáři vyplaceni a byla vydělena část Schenck Process GmbH, která byla následně prodána soukromé finanční společnosti HgCapital.
Ke Carl Schenck AG dnes náleží především dceřiné firmy Schenck Ro Tec GmbH (produkty pro vyvažování a montáž) a servisní podnik Technologie-und Industriepark GmbH.
Podnik tradičně pěstuje dobré vztahy s TU Darmstadt a to mimo jiné dotacemi cen Carl-Schenck-Preiss, jimiž univerzita každoročně oceňuje čtyři studenty oborů právních a hospodářských věd, strojírenství, elektrotechniky, informační techniky a informatiky.